# Tsotne Kapanadze
Tsotne Kapanadze (en georgiano: ცოტნე კაპანაძე; Tiflis, 30 de agosto de 2001) es un futbolista georgiano que juega de lateral derecho en el FC Lokomotivi Tbilisi de la Erovnuli Liga.

## Carrera deportiva
Kapanadze comenzó su carrera deportiva en el FC Rustavi en 2018.
En enero de 2020 fichó por el FC Lokomotivi Tbilisi, con el que disputó la primera ronda de clasificación de la Europa League 2020-21 frente al Universitatea Craiova, que terminó con victoria por 2-1 para los georgianos. En la segunda ronda consiguieron vencer, también, al Dinamo de Moscú, logrando el pase a la tercera ronda clasificatoria de la competición, donde cayeron frente al Granada C. F.

## Carrera internacional
Kapanadze fue internacional sub-17 y sub-19 con la selección de fútbol de Georgia.

## Clubes
| Club                  | País    | Año         |
| --------------------- | ------- | ----------- |
| FC Rustavi            | Georgia | 2018 - 2020 |
| FC Lokomotivi Tbilisi | Georgia | 2020 - Act. |